# 須賀京介
須賀 京介（すが きょうすけ、1994年1月22日 - ）は、日本の音楽家・俳優・ミュージシャンである。株式会社ナムクリエイション代表取締役社長。慶應義塾大学卒業。バンドAm Ampのリーダー、コンポーザー。

## 人物
バンド「Am Amp」のリーダー、コンポーザー。全楽曲の作詞、作曲、編曲、ボーカル、すべての楽器の演奏を担当している。
作曲家としては数々のアーティスト、アイドルに楽曲提供をしている。
2018年以降、音楽制作活動の傍ら俳優としての活動を開始。一方で飲食店ビジネスに参入し、法人を設立、全国に4店舗の支店を設けた実績を持つ。
2023年には株式会社ナムクリエイション設立し、代表取締役社長に就任。
2022年「Am Amp」を立ち上げ、2023年には３人のメンバーを加えた新体制での活動を開始。
特技はゴルフ。杉並学院中学校ゴルフ部主将。
当時のゴルフ部の二学年上にはプロゴルファーの石川遼、同級生には浅地洋佑がいる。
慶應義塾高校ゴルフ部。
慶應義塾大学卒業。
学生時代にはゴルフのジュニア選手として、全国小学校ゴルフ選手権優勝、国民体育大会には２度出場しており、一度目は東京都代表として、二度目は神奈川県代表として第64回国民体育大会関東ブロック個人ブロック優勝。
関東中学校ゴルフ選手権優勝、フジサンケイジュニアゴルフ選手権2007年・2008年連覇。
十代の頃から幾つかのバンドを掛け持ちしており、自ら作詞、作曲、編曲を行い、ヴォーカル、ギター、ベース、ドラム、ピアノ、ウクレレ、ブルースハープを演奏することが出来る。
2017年の元旦から白米を一切口にしていない。理由は験担ぎのようなもの。(※2025年現在)
大のラーメン二郎ファンである。

## 出演

### テレビドラマ
- 貴族探偵 第4話（2017年、テレビ東京）
- # (ハッシュタグ)(2018年、TOKYO MX) - 松本拓海 役
- 癒されたい男 第8話(2019年、TX ドラマパラビ)
- 盤上の向日葵 第4話(2019年、NHK BS-P)
- Re:フォロワー 第1話(2019年、ABC)
- 警視庁強行犯 樋口顕（連続ドラマ版）第8話(2022年、テレビ東京) - 八神 役
  - Season2（2022年7月 - ）

### 舞台
- 「RADIO311-2018年、夏。臼杵-」(2018年5月26日〜27日、臼杵市民会館大ホール(大分公演)、6月4日 (東京凱旋公演)
- ヨルハVer1.3a（2019年7月4日～7日、サンシャイン劇場　7月11日～14日、サンケイホールブリーゼ）- アコール 役
- Identity V STAGE Episode1（2019年11月29日～12月8日、サンシャイン劇場）- 探鉱者/ノートン・キャンベル 役
- 黒と白-purgatorium-（2020年2月19日～2月23日、日本青年館ホール）- 嫉妬/レヴィアタン 役
- ヨルハVer1.3aa 東京凱旋記念公演（2020年3月12日～15日、さくらホール）- アコール 役
- 天下統一恋の乱 Love Ballad～伊達正宗編～（2020年4月18日～26日、三越劇場）- 伊達成実 役
- Identity V STAGE Episode2（2020年6月2日～6月7日、ヒューリックホール東京）- 探鉱者/ノートン・キャンベル 役
- 朗読劇「特別捜査 密着24時 from 100シーンの恋+」（2020年7月3日～6月6日、R‘sアートコート）- 桐沢　洋 役
- リモートシアター「ムカウミライ」（2020年8月17日～8月23日）
- Identity V STAGE Episode3（2020年9月10日～9月18日、TACHIKAWA STAGE GARDEN）- 探鉱者/ノートン・キャンベル 役
- Identity V 大感謝祭（2020年11月19日～11月20日、舞浜アンフィシアター）- 探鉱者/ノートン・キャンベル 役
- 黒と白 －purgatorium－ ad libitum（2020年11月27日～12月6日、ヒューリックホール東京）- 嫉妬/レヴィアタン 役
- 『勇者セイヤンの物語〜ノストラダム男の大予言〜』大阪公演（2021年1月29日～1月31日、COOL JAPAN PARK OSAKATTホール）- 勇者 役
- Identity V STAGE Episode2（2021年3月24日～4月1日、TACHIKAWA STAGE GARDEN）- 探鉱者/ノートン・キャンベル 役
- 黒と白 -purgatorium- amoroso（2021年6月30日～7月4日、シアターGロッソ）- 嫉妬/レヴィアタン 役
- 舞台『Collar×Malice -榎本峰雄編＆笹塚尊編-』（2021年9月9日～9月14日、こくみん共済 coop ホール(全労済ホール)／スペース・ゼロ）- 岡崎 契 役
- 舞台『ROOKIES』（2021年11月18日～11月23日、シアター1010 11月26日～28日、サンケイホールブリーゼ 11月30日、栗東芸術文化会館さきら) - 湯舟 哲郎 役
- 劇団プレステージ第17回本公演「Have a good time?（再々演）」（2022年3月2日 - 7日、シアター・アルファ東京）- シン 役
- 水木英昭プロデュース Vol.27 紀伊国屋書店提携公演『蘇州夜曲2022』（2022年9月15日-19日、紀伊國屋ホール） - 佐久間幹夫 役
- 「爆剱〜源平最終決戦〜」（2023年9月14日-19日、CBGKシブゲキ!!） - ミカエル 役(主演)

### 映画
- LET IT BE-君が君らしくあるように-(2019年、監督：伊藤秀隆) - 田所秀人 役

### テレビアニメ
- SNSポリス(2018年、TOKYO MX) - 囚人番号3512 役
- アニメ「さくらももこのGJ8マン」(2019年〜）- 池照くん　役

### CM
- 小学館コミック書籍 ｢深夜のダメ恋図鑑｣ (2017年、小学館）- 田中亮　役

### ネットドラマ
- 『ネット怪談×百物語』シーズン5(2020年〜2021年)- ドロフォノス　役

### 書籍
- 『NYLONJAPAN』　2022年1月号　「the room」

### PV
- ISETAN MEN'S＜WORLD SANDAL MARKET 2018＞(2018年、ISETAN MEN'S）
- 「絶望メンブレガール」MV(2018年、0.1gの誤算）

### Web媒体
- みんなのゴルフダイジェスト「“芯に当たりまくる”は本当か?...」(2019年、ゴルフダイジェスト・オンライン）
- みんなのゴルフダイジェスト「“Mの次はSIM!テーラーメイドの...」(2020年、ゴルフダイジェスト・オンライン）
- 橘りょうの「今なにしてる？」(2020年）ゲスト出演
- 「舞活」〜2.5次元俳優の放課後〜 (2021年〜) MC出演
- GACKTと一緒に家呑み！！(2021年) ゲスト出演